# Estanhs de Montcasau
Les Estanhs de Montcasau (en catalan) est un Lac des Pyrénées, sur la commune de Naut Aran, dans la province de Lérida en Catalogne (Espagne).

## Description
Le premier Estanh de Montcasau est un lac naturel et le second est un lac de barrage, il est à une altitude de 2 070 m et ont chacun une superficie d'environ 2 ha.

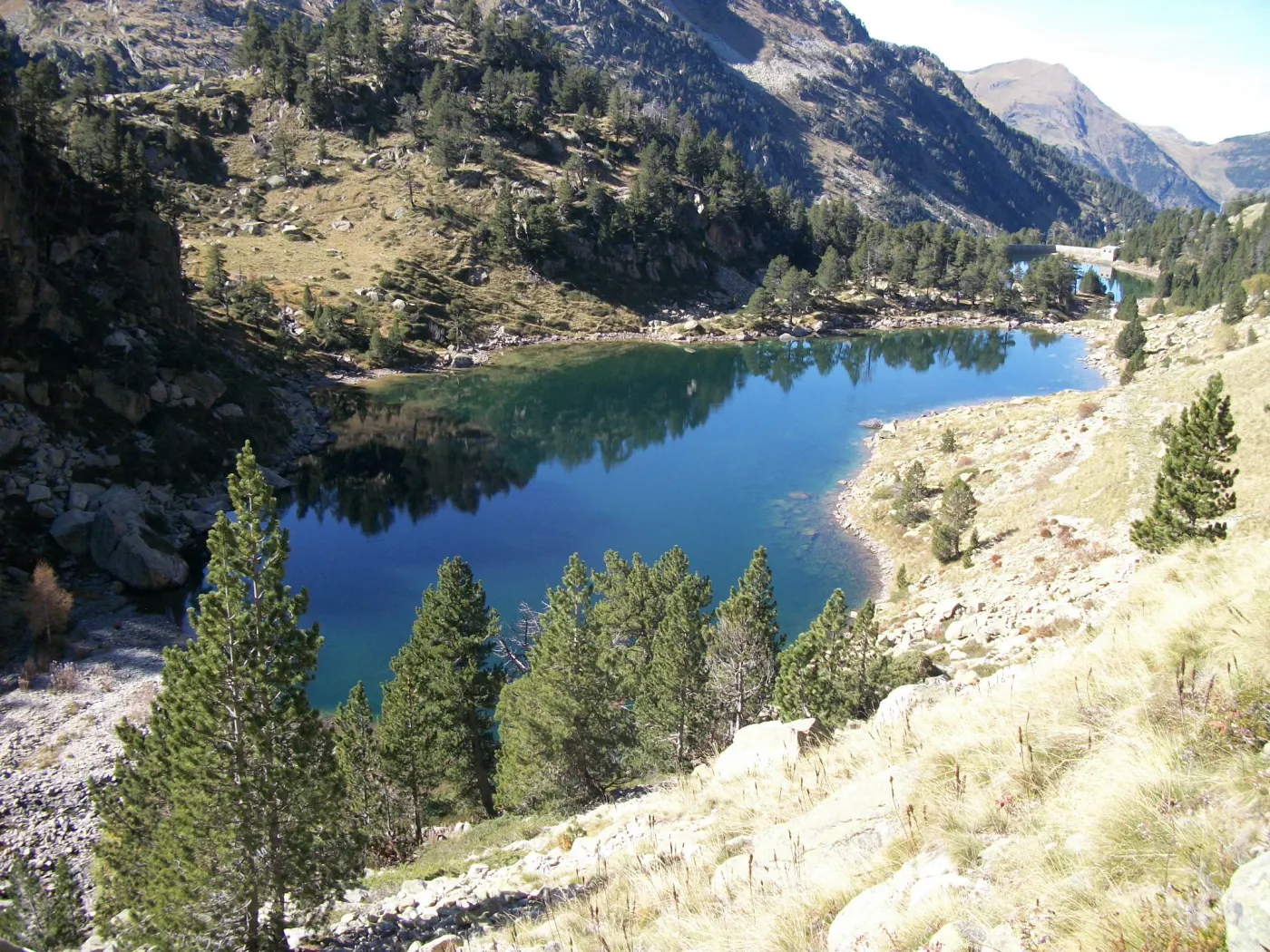
Premier estanh
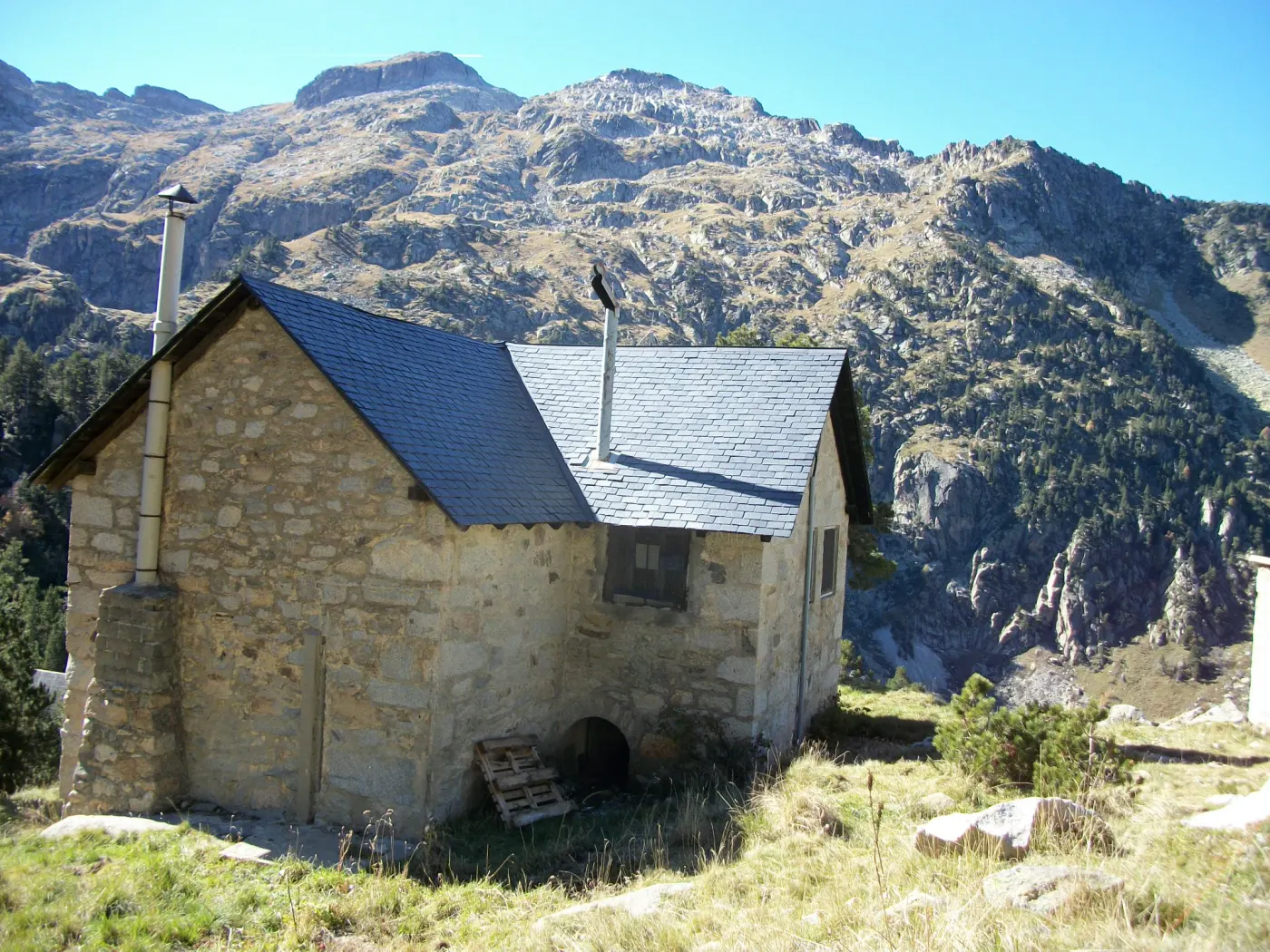
La cabane de Montcasau
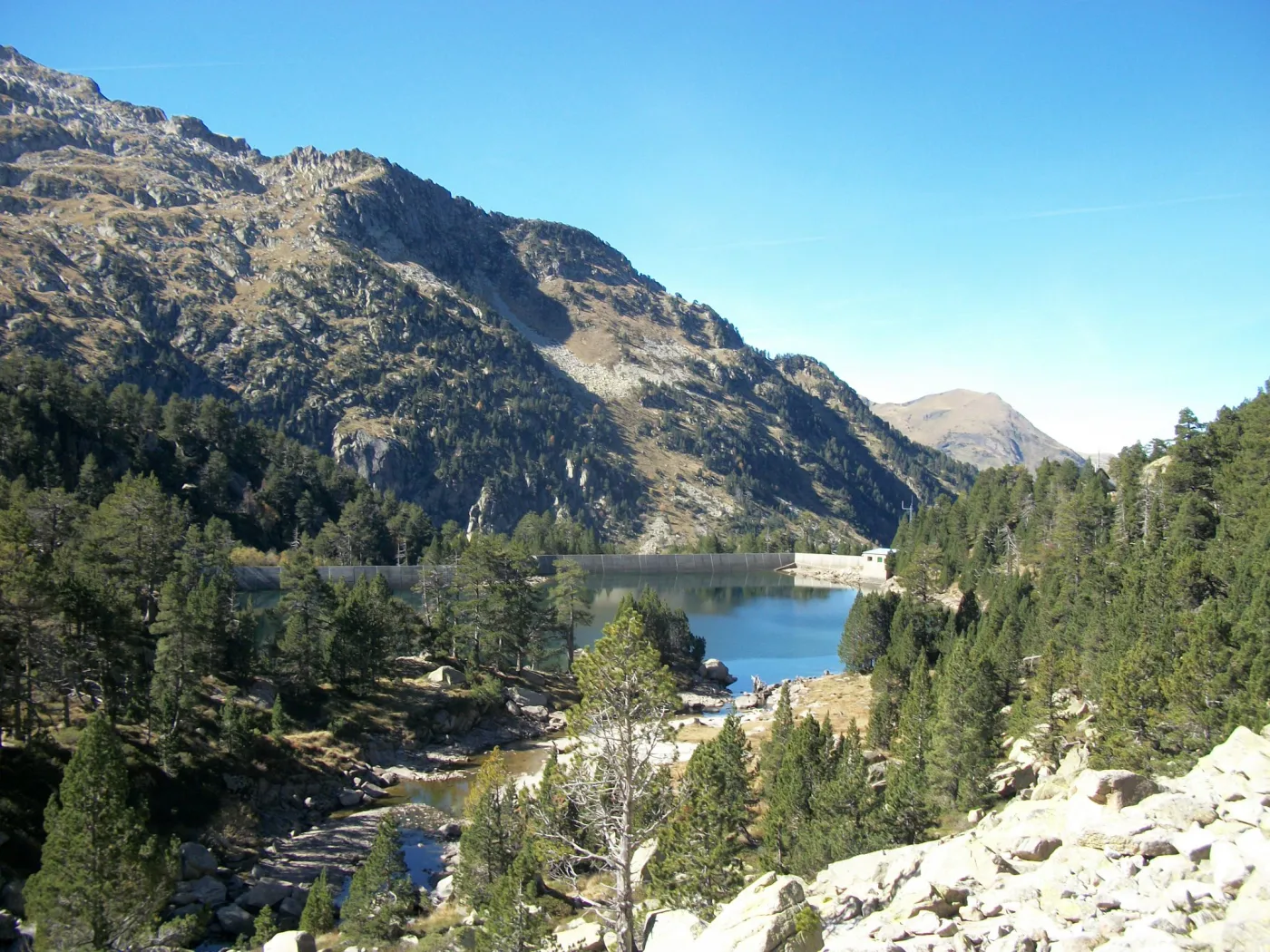
Vue sur le second estanh
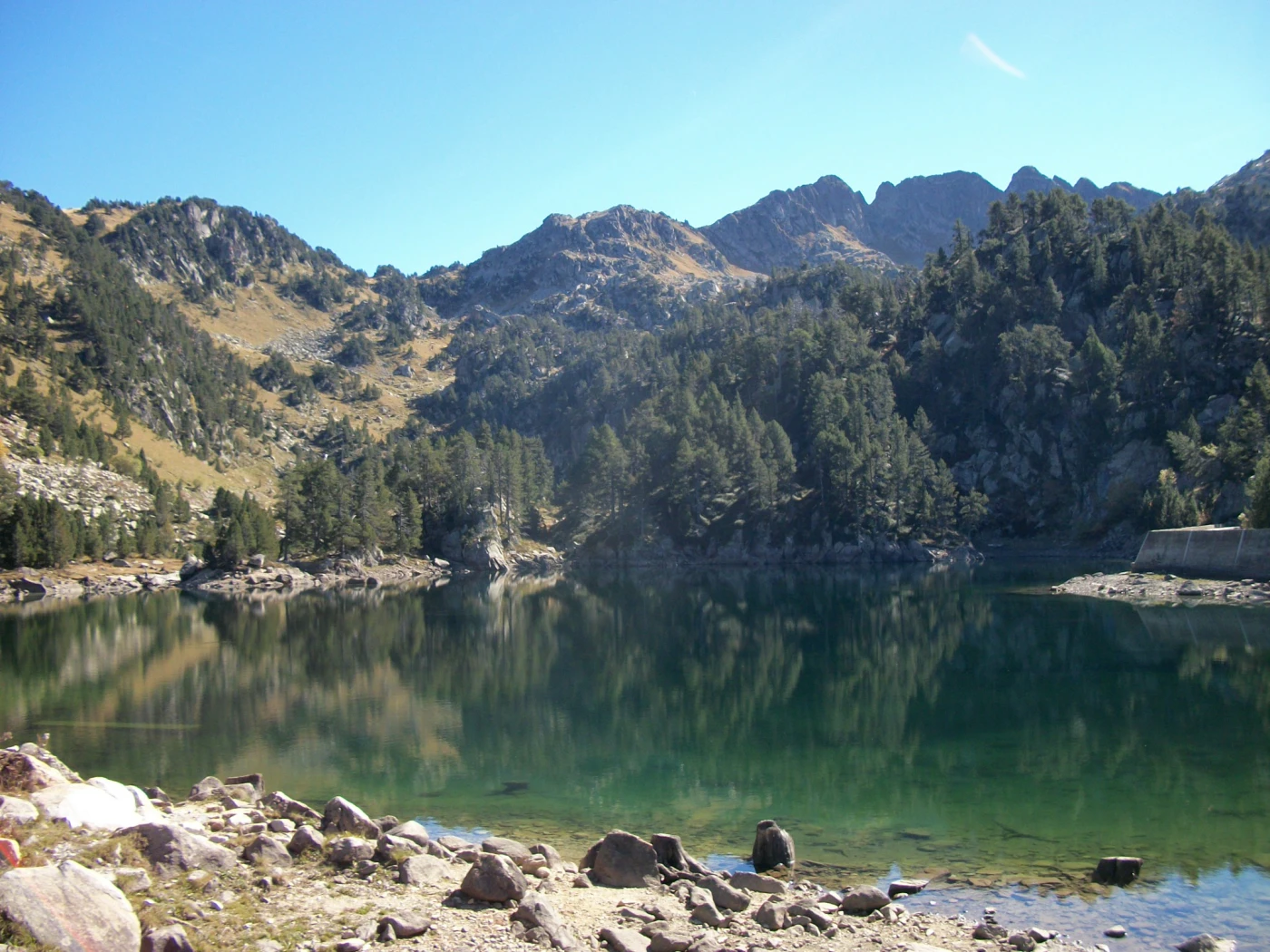
Le second estanh